# (658) Asteria
(658) Asteria – planetoida z grupy pasa głównego asteroid.

## Odkrycie
Została odkryta 23 stycznia 1908 roku w Landessternwarte Heidelberg-Königstuhl w Heidelbergu przez Augusta Kopffa. Nazwa planetoidy pochodzi od Asterii, jednej z postaci z mitologii greckiej noszących to imię. Przed nadaniem nazwy planetoida nosiła oznaczenie tymczasowe (658) 1908 BW.

## Orbita
(658) Asteria okrąża Słońce w ciągu 4 lat i 301 dni w średniej odległości 2,85 j.a. Planetoida należy do rodziny planetoidy Koronis.